# Le Triage
Pour plus de détails, voir Fiche technique et Distribution.
Le Triage est un documentaire français réalisé par René Clément, sorti en 1940.

## Fiche technique
- Titre français : Le Triage
- Réalisation : René Clément
- Pays d'origine :  France
- Langue originale : français
- Format : noir et blanc — 35 mm — 1,37:1 — son Mono
- Genre : Documentaire
- Dates de sortie : France : 1940